# Michael Morrison (hockey sur glace)
Michael Morrison, dit Mike, (né le 11 juillet 1979 à Medford dans l'État de Massachusetts aux États-Unis) est un joueur professionnel américain de hockey sur glace. Il évoluait au poste de gardien de but.

## Biographie
Sélectionné par les Oilers d'Edmonton au 186e rang du repêchage d'entrée dans la LNH 1998, Mike Morrison part jouer quatre saisons avec les Black Bears du Maine. Il joue sa première saison professionnelle en 2002-2003 avec les Cottonmouths de Columbus dans l'ECHL puis joue la saison suivante dans la Ligue américaine de hockey avec les Roadrunners de Toronto. 
Il fait ses débuts dans la Ligue nationale de hockey avec les Oilers en 2005-2006 en figurant parmi les trois gardiens de l'équipe avec Jussi Markkanen et Ty Conklin. Avec l'arrivée de Dwayne Roloson en mars 2006, il est placé au ballotage par les Oilers puis est réclamé par les Sénateurs d'Ottawa, avec lesquels il termine la saison. 
Le 2 juillet 2006, il signe en tant qu'agent libre avec les Coyotes de Phoenix. Après avoir joué quatre matchs avec les Coyotes en début de saison 2006-2007, il affiche un dossier de trois défaites, une moyenne de 6,14 buts encaissés par match et un taux d'arrêts à 79 % et est envoyé au ballotage. Non réclamé par une équipe de la LNH, il est assigné au Rampage de San Antonio de la LAH puis termine la saison dans l'ECHL avec les RoadRunners de Phoenix.
Il joue la saison 2007-2008 dans la LAH avec les Sound Tigers de Bridgeport avant de jouer l'année suivante en Europe avec l'équipe slovène du HDD Olimpija Ljubljana puis le MODO Hockey au championnat de Suède. 
Il revient en Amérique du Nord lors de la saison 2009-2010 en jouant pour les Everblades de la Floride (ECHL), les River Rats d'Albany (LAH) ainsi que les Grizzlies de l'Utah (ECHL).

## Trophées et honneurs personnels
- 2001-2002 : nommé dans la première équipe d'étoiles de Hockey East

## Statistiques
| Saison     | Équipe                     | Ligue      |    | Saison régulière | Saison régulière | Saison régulière | Saison régulière | Saison régulière | Saison régulière | Saison régulière | Saison régulière | Saison régulière | Saison régulière |   | Séries éliminatoires | Séries éliminatoires | Séries éliminatoires | Séries éliminatoires | Séries éliminatoires | Séries éliminatoires | Séries éliminatoires | Séries éliminatoires | Séries éliminatoires |
| Saison     | Équipe                     | Ligue      | PJ | V                | D                | Pr/N             | Min              | BC               | Moy              | % Arr            | Bl               | Pun              | PJ               | V | D                    | Min                  | BC                   | Moy                  | % Arr                | Bl                   | Pun                  |                      |                      |
| 1998-1999  | Black Bears du Maine       | NCAA       | 11 | 3                | 0                | 1                | 347              | 10               | 1,73             | 91,7             | 1                | 0                | -                | - | -                    | -                    | -                    | -                    | -                    | -                    | -                    |                      |                      |
| 1999-2000  | Black Bears du Maine       | NCAA       | 12 | 7                | 2                | 1                | 613              | 27               | 2,64             | 89,4             | 1                | 0                | -                | - | -                    | -                    | -                    | -                    | -                    | -                    | -                    |                      |                      |
| 2000-2001  | Black Bears du Maine       | NCAA       | 10 | 2                | 3                | 3                | 490              | 16               | 1,96             | 92,4             | 1                | 0                | -                | - | -                    | -                    | -                    | -                    | -                    | -                    | -                    |                      |                      |
| 2001-2002  | Black Bears du Maine       | NCAA       | 30 | 20               | 3                | 4                | 1 645            | 60               | 2,19             | 92,1             | 2                | 0                | -                | - | -                    | -                    | -                    | -                    | -                    | -                    | -                    |                      |                      |
| 2002-2003  | Cottonmouths de Columbus   | ECHL       | 38 | 9                | 18               | 6                | 1 948            | 113              | 3,48             | 89,2             | 1                | 6                | -                | - | -                    | -                    | -                    | -                    | -                    | -                    | -                    |                      |                      |
| 2003-2004  | Roadrunners de Toronto     | LAH        | 27 | 12               | 8                | 2                | 1 309            | 55               | 2,52             | 91,3             | 3                | 0                | -                | - | -                    | -                    | -                    | -                    | -                    | -                    | -                    |                      |                      |
| 2004-2005  | Grrrowl de Greenville      | ECHL       | 26 | 13               | 10               | 2                | 1 576            | 72               | 2,74             | 92,4             | 1                | 2                | 3                | 1 | 1                    | 150                  | 9                    | 3,61                 | 89,3                 | 0                    | 0                    |                      |                      |
| 2004-2005  | Road Runners d'Edmonton    | LAH        | 14 | 2                | 5                | 5                | 728              | 21               | 1,73             | 93,9             | 2                | 4                | -                | - | -                    | -                    | -                    | -                    | -                    | -                    | -                    |                      |                      |
| 2005-2006  | Oilers d'Edmonton          | LNH        | 21 | 10               | 4                | 2                | 891              | 42               | 2,83             | 88,4             | 0                | 2                | -                | - | -                    | -                    | -                    | -                    | -                    | -                    | -                    |                      |                      |
| 2005-2006  | Grrrowl de Greenville      | ECHL       | 9  | 7                | 2                | 0                | 548              | 20               | 2,19             | 92,2             | 0                | 0                | -                | - | -                    | -                    | -                    | -                    | -                    | -                    | -                    |                      |                      |
| 2005-2006  | Sénateurs d'Ottawa         | LNH        | 4  | 1                | 0                | 1                | 207              | 12               | 3,48             | 87,5             | 0                | 0                | -                | - | -                    | -                    | -                    | -                    | -                    | -                    | -                    |                      |                      |
| 2006-2007  | Coyotes de Phoenix         | LNH        | 4  | 0                | 3                | 0                | 127              | 13               | 6,14             | 79,0             | 0                | 0                | -                | - | -                    | -                    | -                    | -                    | -                    | -                    | -                    |                      |                      |
| 2006-2007  | Rampage de San Antonio     | LAH        | 2  | 0                | 1                | 0                | 60               | 11               | 11,01            | 73,2             | 0                | 0                | -                | - | -                    | -                    | -                    | -                    | -                    | -                    | -                    |                      |                      |
| 2006-2007  | RoadRunners de Phoenix     | ECHL       | 27 | 9                | 12               | 3                | 1 423            | 80               | 3,37             | 90,0             | 1                | 2                | -                | - | -                    | -                    | -                    | -                    | -                    | -                    | -                    |                      |                      |
| 2007-2008  | Sound Tigers de Bridgeport | LAH        | 43 | 23               | 17               | 1                | 2 445            | 114              | 2,80             | 91,1             | 5                | 6                | -                | - | -                    | -                    | -                    | -                    | -                    | -                    | -                    |                      |                      |
| 2008-2009  | HDD Olimpija Ljubljana     | EBEL       | 24 |                  |                  |                  | 1 369            |                  | 3,33             | 90,1             |                  | 2                | -                | - | -                    | -                    | -                    | -                    | -                    | -                    | -                    |                      |                      |
| 2008-2009  | MODO Hockey                | Elitserien | 3  |                  |                  |                  | 163              | 11               | 4,05             | 84,7             | 0                | 0                | -                | - | -                    | -                    | -                    | -                    | -                    | -                    | -                    |                      |                      |
| 2009-2010  | Everblades de la Floride   | ECHL       | 22 | 9                | 10               | 3                | 1 247            | 60               | 2,89             | 89,9             | 1                | 0                | -                | - | -                    | -                    | -                    | -                    | -                    | -                    | -                    |                      |                      |
| 2009-2010  | River Rats d'Albany        | LAH        | 14 | 6                | 5                | 1                | 763              | 42               | 3,30             | 89,2             | 0                | 0                | -                | - | -                    | -                    | -                    | -                    | -                    | -                    | -                    |                      |                      |
| 2009-2010  | Grizzlies de l'Utah        | ECHL       | 1  | 0                | 1                | 0                | 60               | 9                | 9,00             | 71,9             | 0                | 0                | 7                | 1 | 5                    | 353                  | 27                   | 4,59                 | 86,5                 | 0                    | 0                    |                      |                      |
| Totaux LNH | Totaux LNH                 | Totaux LNH | 29 | 11               | 7                | 3                | 1 226            | 67               | 3,28             | 87,1             | 0                | 2                | -                | - | -                    | -                    | -                    | -                    | -                    | -                    | -                    |                      |                      |